# Czarny Anioł
Czarny Anioł (tyt. oryg. Johannes Angelos) – powieść historyczna fińskiego pisarza Miki Waltariego o zdobyciu Konstantynopola 29 maja 1453 r.

## Fabuła
Książka ma formę pamiętnika. Jej narratorem, a zarazem głównym bohaterem, jest czterdziestoletni Johanes Angelos, awinioński rycerz wzięty do niewoli przez Turków po bitwie pod Warną, który, zbiegłszy z ich obozu w grudniu 1452 r., dołącza do grona obrońców Konstantynopola. Co ważne - pochodzi on z arystokratycznego bizantyjskiego rodu Angelosów. Kieruje nim jeden cel - zakończyć swoje burzliwe życie na murach Konstantynopola z bronią w ręku, ponieważ nie widzi on dla siebie miejsca w nowym świecie, jaki ma nastać z chwilą upadku tego miasta. Na zmianę jego decyzji nie wpływa nawet odwzajemniona miłość do poznanej Greczynki wysokiego rodu – Anny Notaras.

## Część pierwsza historii
Po śmierci pisarza została w 1981 roku opublikowana historia Johannesa (fin. "Nuori Johannes") we wcześniejszych latach. Z racji podobieństw i mimo pewnych niekonsekwencji można ją uznać za pierwszą część "Czarnego Anioła". Dostępne jest m.in. tłumaczenie na język francuski, niemiecki, czeski.